# Helena Zrínská
Helena Zrinská či Zrínská (chorvatsky: Jelena Zrinska, maďarsky: Zrínyi Ilona, 1643, Ozalj, Chorvatsko – 18. února 1703, Nicomedia, Turecko) byla posledním žijícím členem chorvatského rodu Zrinských, manželkou Františka I. Rákocziho (a po něm Imricha Tökölyho) a matkou Františka II. Rákócziho.

## Původ a život
Helena pocházela ze starého chorvatského rodu Zrinských. V roce 1666 uzavřela manželství s Františkem I. Rákoczim, se kterým měla tři děti: Jiřího (zemřel ještě jako dítě), Julianu a Františka – později známého jako František II. Rákóczi.
Po smrti prvního manžela si udržela správu nad rákocziovským majetkem v Regeci, Makovici a Mukačevu. V roce 1682 se podruhé provdala za vůdce protihabsburského povstání Imricha Tökölyho, a aktivně se do povstání zapojila. Proslavila se svou hrdinskou obranou hradu Mukačevo, který před císařskými vojsky bránila tři roky. Po zradě vlastním tajemníkem a při přesile císařských vojsk byl 14. října 1688 hrad dobyt a zbořen a Helena byla internována v klášteře voršilek ve Vídni. Syn František byl dán do výchovy k jezuitům v Jindřichově Hradci, poté k jezuitům v Praze-Malé Straně. Z vídeňské internace ji po třech letech Tököly vysvobodil výměnou za zajatého generála podplukovníka Donáta Heisslera.

### Závěr života
Poté se svým manželem žila 12 let v tureckém vyhnanství, až do své smrti v roce 1703. Její ostatky byly v roce 1906 převezeny do Košic. Pohřbena je spolu se svým slavným synem Františkem II. Rákóczim v kryptě košické katedrály svaté Alžběty.